# Manuel Puig Genís
Manuel Puig Genís (Vic, 9 de enero de 1868 - Barcelona, 21 de noviembre de 1957) fue un pintor y dibujante español que destacó en pintura romántica, realista y religiosa, así como por sus retratos.

## Biografía
Hijo de una familia comerciante propietaria de una droguería-pastelería, negocio del cual se esperaba que Manuel se hiciese cargo una vez llegada a su mayoría de edad. Sus padres fueron conocedores de su talento y aptitudes para el dibujo y la pintura cuando tan sólo contaba con siete años. A punto de cumplir catorce, y gracias a su tío Miquel Genís, el canónigo Colell y Josep Serra Campdelacreu, fue presentado ante el Círculo Literario de Vic. El apoyo de esta institución le brindó el impulso necesario para empezar su carrera artística, dejando el domicilio familiar para trasladarse a Barcelona a estudiar Bellas Artes. En la ciudad Condal obtuvo un empleo de dibujante en la casa de bordados Blanchard y las noches de los sábados trabajaba en la pastelería "La Palma". Fue en la pastelería donde tuvo la oportunidad de conocer al arcipreste de la catedral D. Francisco Puig Esteve, el cual se convirtió en su mecenas y protector. El hecho que dicho arcipreste le diera permiso para vivir en su propia residencia, permitió al joven Manuel dedicarse plenamente a su carrera artística sin tener que preocuparse por trabajar.
A finales de 1881, el pintor Agustín Rigalt y Cortiella se convirtió en su primer maestro y le preparó para presentarse a los exámenes de ingreso en la Escuela de la Lonja. Una vez admitido para iniciar el curso 1882-83, fue discípulo de Claudio Lorenzale, Luis Rigalt, Luis Franco y Antonio Caba. Cursó con excelentes calificaciones las diferentes asignaturas de la carrera, estudiando anatomía "sobre el cadáver" en el Hospital de la Santa Creu, bajo la dirección del profesor D. Jerónimo Faraudo Condeminas.
La muerte de su protector, en 1885, significó un fuerte obstáculo en su carrera artística ya que se vio obligado de nuevo a trabajar. Se dedicó a la producción de dibujos comerciales, ilustración de novelas, retratos al carbón, estampas para devocionarios, cromos de propaganda, figurines de moda y escenografías para el teatro.
Cuatro años después con el cuadro La desesperación de Judas ganó una "bolsa de estudios" de la Diputación de Barcelona para ir a Madrid, donde dedicó largas horas a copiar las obras de los Grandes Maestros del Prado y donde pudo ingresar en la escuela de la Real Academia de Bellas Artes de San Fernando. En la Academia tuvo la oportunidad de aprender con grandes maestros pintores, como Federico Madrazo. Sus resultados fueron inmejorables. en 1891, cuando todavía estaba estudiando en Madrid, se presentó nuevamente a otro concurso abierto en Barcelona con el cuadro Gloria in excelsis Deo. En esta ocasión ganó por unanimidad del jurado y obtuvo otra "bolsa de estudios", esta vez en Roma, en la Academia Española de Bellas Artes  consiguiendo además, una prórroga para disfrutarla en el momento que terminara sus estudios en la capital de España. Allí entraría en contacto con las grandes obras maestras de la Historia del Arte y con el pintor Enrique Serra y Auqué con el que profundizó en sus conocimientos tanto artísticos y como humanísticos.
Para regresar a España embarcó el 28 de abril de 1884 en el vapor "Bellver". Sus compañeros de viaje eran, entre otros, unos peregrinos amigos suyos que habían participado en un homenaje al Papa León XIII que, tres años antes, había promulgado la famosa encíclica "Rerum novarum". Una gran tormenta los sorprendió cuando cruzaban el estrecho de Bonifacio y el barco, quedó a merced del viento y las olas, estuvo a punto de naufragar. Afortunadamente al cuarto día el mismo mar acercó la navegación a las costas de Cerdeña, desde donde sería remolcado hasta Cagliari con todos sus pasajeros sanos y salvos. En las hemerotecas ha quedado constancia de este accidentado suceso; también gracias a los apuntes al natural de Manuel Puig Genis conservamos documentación gráfica del suceso.  Muchos de estos dibujos los podemos ver en la publicación realizada con motivo de las "Bodes de Plata" del regreso de Roma del vapor "Bellver"
Terminada su etapa en Roma, volvió a su ciudad natal donde, a pesar de su juventud, ya fue reconocido como persona distinguida. Este reconocimiento le facilitó la oportunidad de ir a ampliar sus estudios a París. Esta etapa se vería truncada inesperadamente por la muerte de su padre, ya que le obligó a regresar prematuramente para hacerse cargo del negocio familiar, su madre, Magdalena Genís, y sus hermanos menores, Carmen, Dolores i Mariano. Vic pasaría a ser su residencia definitiva y el lugar donde levantaría su propia familia. El 1896 se casó con la barcelonesa doña Josefa Sallent Mulet, hija del hacendado Salvador Sallent, y que le dio cinco hijos: Francisco, Carmen, Lola, Asunción, José María y Josefina. En agosto de 1898 murió Francisco, su único hijo varón hasta aquel momento. Este hecho coincidió en el tiempo con la finalización, exposición y entrega de un tapiz con el tema del descendimiento de Cristo, destinado a la Colegiata de Sant Joan de las Abadesses (una de sus primeras obras de carácter religioso). La triste coincidencia influyó, sin lugar a dudad, en el dramatismo de la obra la cual fue expuesta temporalmente en el Círculo Literario de Vic. En esta misma época, consta como organizador y miembro del jurado de diversos concursos de pintura de dicha entidad.
Durante la primera década del siglo XX nacieron sus hijas Carmen, Dolores (Lola, que murió a los pocos meses)y Asunción, así como un nuevo hijo varón, José María, que también moriría prematuramente, a la corta edad de siete años. Al poco tiempo de su muerte nació su última hija a la que pondrían el nombre de Josefina, en recuerdo del hermano difunto.
En 1902 pintó el pergamino que el Círculo Cultural ofreció al Maestro Lluís Millet, presidente del Orfeón Catalán. También fue miembro de la comisión organizadora de L'Exposició de Pintura Antigua de Vic, evento que influyó positivamente en la consolidación de la cultura museística de la ciudad. En 1910 le llegó un nuevo encargo que le aportaría un gran reconocimiento por parte de su ciudad natal, el diseño de la decoración extraordinaria de la ciudad con motivo de los actos conmemorativos del centenario del nacimiento de Jaime Balmes. Ese mismo año se realizó una exposición monográfica en el Círculo Literario y dirigió una exposición colectiva organizada por la entidad. 
En 1917 se celebró la primera exposición artística en el Casino de Vich, una exposición colectiva en la que el pintor presentó diferentes acuarelas y óleos y donde su hija mayor, Carmen, también participaría presentando, por primera vez, una acuarela. Al año siguiente, Manuel Puig Genís es elegido presidente de dicha entidad, cargo que ostentaría hasta 1920 y que representaron una etapa muy dinámica y fructífera para la entidad. En el libro El Casino de Vich 1848-2008, se dice textualmente: ...demostró dotes de gestión y un notable dinamismo. Por primera vez se consignaron los datos económicos en las actas. La junta hacia reuniones mensuales para aprobar pagos y cuentas, que eran expuestas de forma meticulosa y transparente.
Los "felices años 20" marcan un momento de madurez de Manuel Puig Genís como pintor y ciudadano. Recién cumplidos los cincuenta se había ganado el respeto de sus conciudadanos, los cuales lo conocían cómo "El Señor Puig". El 1 de marzo de 1924 es nombrado Regidor del Ayuntamiento de Vic, cargo que desarrollaría durante más de seis años. De esta época son sus dibujos del Templo Romano de Vich.  Fue en 1927 cuando se empezaron las obras de la última fase de su reconstrucción y que no terminarían hasta el 1959.
La década de 1930 significó una de las más difíciles en la vida del pintor. Empiezan a llegar las consecuencias de la "crisis del 29" y las originadas por el cambio de régimen en España. Los encargos del pintor disminuyen y, por primera vez, tiene tiempo libre para pintar lo que más le interesa y agrada, aumentando su producción de paisajes, bodegones y personajes y disminuyendo la ejecución de temas religiosos y retratos.
También aumenta su producción de acuarelas y cuadros de menor formato que pueden ser vendidos a precios más asequibles, lo que permite encontrar más compradores.
Participa en numerosas exposiciones individuales y colectivas. Una de las primeras e individual es en la prestigiosa Sala Parés de Barcelona y otra en el Círculo de las Artes de Terrassa, en el año 1931.
El 21 de julio de 1936, ya iniciada la "Guerra Civil", hizo un interesante apunte al natural de la catedral en llamas desde el tejado de su casa en la Plaza Mayor. Allí, provisto de papel y pintura, realizó un apunte al natural de lo que estaba viendo. Una vez más, igual que en la tragedia del barco "Bellver", se convirtió en improvisado cronista de un triste suceso. Terminada la guerra, fue el primer pintor en exponer sus cuadros en la Sala Bigas de Vic; en dicha exposición había dos cuadros "históricos": "El Mercado del Ram en la Plaza de Santa Clara" y "El incendio de la Catedral en 1936". Ambos fueron comprados por el Ayuntamiento y después de diferentes vicisitudes hoy se encuentran expuestos en el Palacio Municipal.
Los "años 40", son los de la dura posguerra, con efectos agravados por la "pertinaz sequía" que arrasaba el país, la autarquía y aislamiento internacional de la España franquista. A principios de febrero de 1940, la muerte de la esposa del pintor, Josefa Sallent Mulet, le causó un gran impacto.
En 1943 su hija Josefina le da su primer nieto, Manuel.
En 1948 una grave enfermedad hace temer por la vida del artista pero finalmente, después de superar tres operaciones, se recupera. Pasada la convalecencia en Sant Just Desvern vuelve a Vic donde continua pintando e incluso participando en alguna cacería, una de sus grandes aficiones.
El año 1951 muere de parto su hija Josefina con tan solo 36 años. Este nuevo golpe, junto a su avanzada edad, ya no podrá superar y le perseguirá hasta el fin de sus días. En invierno de 1956 debido a su frágil salud se ve obligado a trasladarse a Barcelona para ser atendido por su hija Asunción. A pesar de su avanzada edad sigue pintando, básicamente acuarelas y una colección de dibujos-caricaturas de personajes y situaciones que había ido observando durante toda su vida. El 21 de noviembre de 1957 moría en brazos de su querido nieto Manuel, de catorce años.

## Obra
Probablemente su especialidad más reconocida fue el retrato, tanto de personajes públicos como de las familias patricias y las élites intelectuales. Tener un retrato de Puig Genis era una cuestión de prestigio ganado a lo largo de los años, especialmente en la primera década del siglo XX, cuando realiza varias de sus obras maestras.
Fue en la última década del siglo XIX que pintó los primeros ocho retratos de la "Galería de Vigatans Ilustres" colocados en la "Sala de Columna" del Ayuntamiento de Vic. Esta galería se inició el año 1891 con motivo de los actos de las fiestas de Sant Miquel dels Sants y hasta el año 1897 se fue incrementando anualmente con un nuevo retrato. En los años veinte Puig Genís volvió a pintar un nuevo retrato que desgraciadamente fue destruido durante la guerra civil. También fue durante esta última década del XIX que pintó la cúpula de la iglesia parroquial de Figueres (Girona) con sus cuatro pechinas representando las figuras de los cuatro Evangelistas.
Aparte de los retratos, durante el último cuarto de siglo XIX y primer cuarto del XX colaboró con diferentes arquitectos llevando a cabo las decoraciones interiores de muchas iglesias, conventos y otros edificios civiles. Trabajó con Enric Sagnier, Manuel Gausa y Raspall y José Alzomar, entre otros. esta primera década del siglo XX significó un destacado periodo tanto por lo que atañe a la cantidad como a la cualidad de su producción artística. Algunas de sus pinturas en edificios, realizadas entre 1900 y 1930, todavía se conservan, como son las de las "Antigues Escoles Catalina Figueras", en la localidad barcelonesa de Tona, pero muchas otras fueron destruidas en los años de guerra civil. Cabe destacar las pinturas de las iglesias viguetanas del Remei, de la Casa Asilo, del Seminario Diocesano, del Carme y de Sant Domènec.  Muchas fueron también las obras realizadas fuera de su ciudad natal durante el periodo anterior de la guerra. Buenos ejemplos de pintura religiosa son sus trabajos en la Capilla del Sagrament a Bagnouls sur Mer (França); el baptisterio de Sant Hilari Sacalm; un tríptico gótico plegable para el oratorio de Casa Esteve; la capilla Juan Huix; unas escenas de Sant Carles Borromeu y Santa Francesca Romana en la basílica de Castelló d’Ampúries (Girona); la iglesia del Carme de Girona; la capilla de Sant Llorenç, encargo del propio arquitecto Enric Sagnier; el oratorio de las Dames Negres en Barcelona; la cúpula de la iglesia parroquial de Sant Pere de Figueres con unos Evangelistas; las iglesias parroquiales de Taradell, Alpens y Sant Julià de Vilatorta; un retablo para la capilla de Santa Margarida de Vellors; la iglesia de los Carmelitas Descalzos de Barcelona; el retablo de los quince misterios del Rosario en la iglesia barcelonesa de Sant Joan d’Horta; dos tapices para la iglesia de Montesquiu; un tapiz para la iglesia de Sant Bartomeu del Grau y el retablo de la Virgen de la Pau, en Cuba.
A partir de 1904 es reconocido como un gran retratista y les familias burguesas de Vic y toda la comarca le hacen encargos. Pintó el retrato del doctor Antoni Bayés y Fuster, obra que le aportó un gran reconocimiento. También cabe destacar los retratos del obispo Francisco Morgades (actualmente en el Museu Episcopal de Vic), pintado el 1901, así como el del obispo Torres y Bages.
En cuanto a sus trabajos en interiores de arquitectura civil no nos ha llegado mucha información, pero podemos citar Casa Esteve y Casa Modolell así como su propia residencia de vacaciones, todas en Sant Just Desvern (Barcelona), así como cuatro tapices de las cuatro estaciones para una mansión de Berna (Suiza).
El 1922 participó en las reformas del Casino de Vic, donde diseñó y ejecutó la nueva decoración de la sala de actos.
El 1927 pintó una de sus obras maestras, un autorretrato al pastel.  Otra obra maestra es La entrada de las tropas en la plaza de Vic en 1939. De este mismo año es la pintura "La catedral de Vic en llamas", obra donde concentra todo el protagonismo en el campanario románico, el cual ha sobrevivido al paso de los siglos.
El 1940 se inician las obras de reconstrucción y restauración del patrimonio destruido en los años de guerra. Esto se traduce en una multitud de encargos que ejecutará con gran energía e ilusión durante toda la década. Pintó la segunda versión de retratos de "Vigatans ilustres": Balmes, Casadevall, D'Aviles, Montrodon, Callís, Sala y Gallissá.[5] También realizó una segunda versión del Canónigo Collell y otros de nuevos: el obispo Josep Sadoc Alamay, el Doctor Joaquim Salarich Verdaguer y el obispo Francisco Muñoz Izquierdo para la "Sala de Sínodes" del Palacio Episcopal de Vic. Restauró las pinturas laterales del altar mayor de la iglesia del Carme, de Vic; diseñó y realizó las pinturas del altar mayor, techo y laterales de la iglesia del Hospital de la Santa Creu, también de Vic; y el 1948 pintó los retablos para el altar de Santa Teresita de Lisieux, de la misma iglesia del Carme.
De entre sus retratos destaca el del matrimonio Dou-Blancafort; el padre Salvi Huix y Miralpeix, muerto en dramáticas circunstancias durante la guerra civil y actualmente en proceso de canonización; el de su hija Assumpció y el de su nieto Manuel. Con más de ochenta años, pintó a su íntimo amigo Candí Bayés y Koch.